# ヤンキース (お笑いコンビ)
ヤンキースは、かつて吉本興業に所属していた漫才コンビ。

## メンバー
セイキ（日本名：長原成樹　1964年4月18日 - ）
- 大阪府大阪市出身。

タツヤ（本名：村上龍也 1964年5月19日 - ）
- 大阪府大阪市出身。

## 略歴
- 1984年、小学校からの同級生だった2人でコンビを結成する。コンビを組みNSC3期生の入学受付に行ったが、入学金を持ち合わてなく入学できなかった。どうしても漫才師になる夢を諦めきれず、2人で吉本の劇場「うめだ花月」に出向いた際に出番表に明石家さんまが出演するのを見て.面識もないまま楽屋まで行き「NSCの面接に行ったんですけど断られました。僕ら吉本に入りたいんですが…」と言うと、さんまから「漫才ネタ書いて1週間後持っておいで」と言われた。2人で猛練習して再び出向いた際にさんまから直々にネタの手直しをされ、そのネタを練習して、吉本興業に入りたいと志願していると、吉本のマネージャー富井善晴から「お前らスーツ持ってるか？」と声を掛けられ、次の日のなんば花月の新人コーナーに「生野ブラザーズ」として出演・初舞台を踏む。コンビ名は「生野ヤンキース」改名した後「ヤンキース」になる。

- その後、漫才を中心に活躍し多数の若手漫才コンテストで賞を受賞しテレビ・ラジオなどに出演していたが、1990年にタツヤの不祥事でコンビ解散。タツヤはその不祥事が原因で芸能界を引退し、セイキは芸名を「セイキ」から「長原成樹」と改名して現在も関西を中心に活躍している。

## テレビ
- 笑わなあかん夜（毎日放送/関西ローカル）
  - 桂べかこ（現、桂南光）司会のお笑い勝ち抜き番組。主な出場者にはキッチュ（現、松尾貴史）・山田雅人・ダウンタウンなどの新人タレントが出演していた。
- さんまの駐在さん（朝日放送）
- やすしの漫才教室（読売テレビ）
- '88ABC漫才・落語新人コンクール（1988年1月15日、朝日放送/関西ローカル「ABCホリデーワイド」枠）
- 関西テレビ放送開局30周年記念特別番組 MAGMA30「オール吉本紅白対抗トンでも近代五種」（1988年4月16日、関西テレビ）
- 朝まで働け紳助＋ダウンタウン（1989年3月25日、毎日放送/関西ローカル）
- 激笑トーク 紳助VS吉本ニューウェイブ（1988年8月26日、毎日放送/関西ローカル）
- 朝日放送創立40周年記念特別番組 ABCまつり'90 番組対抗紅白芸能合戦（1990年12月15日、朝日放送）- セイキのみ出演。
  - 『ハイヒールのどんなんかな予備校』チームに参加。

## イベント
- 1986年
- 1月『うめだ花月特別興行 '86翔べ吉本のニューアイドルたち』（うめだ花月）
…他にも、ザ・ポテト、ピンクダック、まるむし商店、非常階段などの若手漫才師らが出演。

- 1988年
- 3月『なんば花月下席 ワイドショー』（なんば花月）
…当時の若手漫才師のヤンキース、ミモ・ファルス、ライム・ライト、オールディーズの4組で相方同士を入れ替えて（ミモ・ファルス以外）漫才を披露した。組み合わせは、オールディーズ栩野&ライト坂田、ヤンキースタツヤ&ライム中田、ヤンキースセイキ&オールディーズ木村。

## 受賞歴
- 1986年　第7回今宮こどもえびす新人漫才コンクール 奨励賞
- 1988年　第9回ABC漫才・落語新人コンクール 漫才の部 最優秀新人賞